# Burg Weikertschlag
Die Burg Weikertschlag ist die Ruine einer Höhenburg in Weikertschlag an der Thaya in Niederösterreich.

## Geschichte
Der Zeitpunkt der Errichtung der Burg Weikertschlag auf dem so genannten Pankratiushügel ist nicht bekannt. Allerdings wird die Burg indirekt über ihre Inhaber Albero und Wichart in einer den Zehent, der den Stiften Geras und Pernegg zustand, betreffenden Urkunde im Jahr 1178 genannt.
Nach 1232 kamen der Ort und die Burg in das Eigentum der Babenberger. Nach deren Aussterben forderte Kőnig Ottokar II. Přemysl von Rudolf von Habsburg die Burg als sein Eigentum zurück, hatte mit dieser Forderung aber keinen Erfolg.

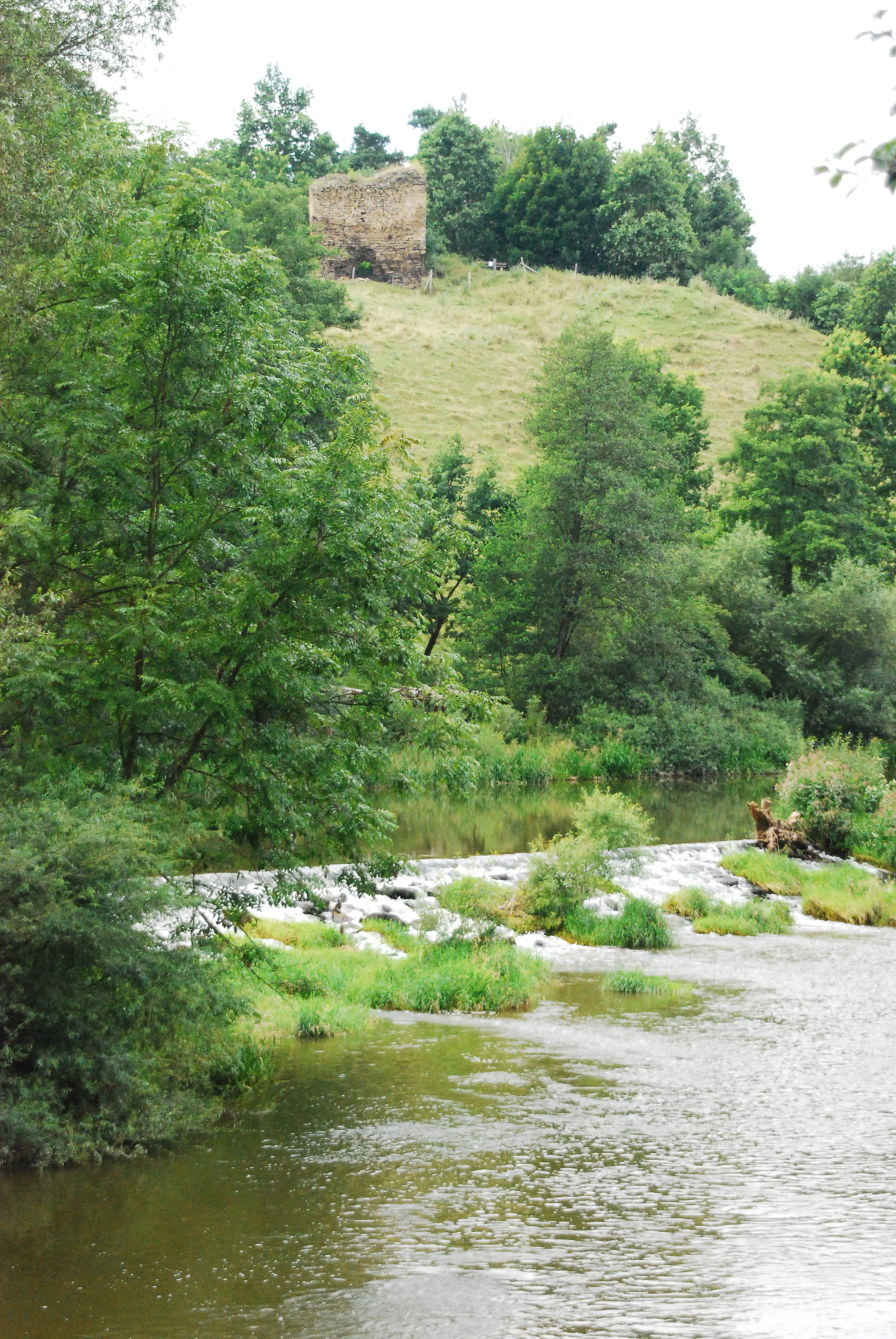
Ehemaliger Wachturm der Burg Weikertschlag

1404 besetzten Hynek (Suchý Čert) von Kunstadt (Heinrich der Dűrrenteufel von Kunstadt auf Jaispitz † 1407) sowie Ulrich von Neuhaus und Albert von Vöttau die Burg. Als Reaktion darauf belagerten die Herzöge Wilhelm und Albrecht die Burg und zerstörten sie. Der Zeitpunkt dieser Ereignisse scheint allerdings nicht klar zu sein, denn als Zeitpunkt für die erfolgreiche Belagerung wird auch das Jahr 1399 genannt.
Da die Burg nicht wieder aufgebaut wurde, wurde sie im Laufe der Zeit als Baumaterial für andere Gebäude abgetragen, so dass von der eigentlichen Burg heute nur noch sehr wenig Bausubstanz erhalten ist. Heute noch erhalten und sichtbar ist der Rest eines bergfriedartigen Turmes im Bereich der Vorburg.

## Pankratiuskapelle
Zwischen der Burg und diesem Turm befand sich die so genannte Pankratiuskapelle. Im Zuge der josephinischen Reformen wurde sie 1784 geschlossen und abgerissen. Deren 1723 in Krems an der Donau gegossene Glocke soll Jahre später in der mährischen Thaya wiedergefunden worden sein. Einige Zeit wurde sie im Pfarrhof von Weikertschlag aufbewahrt und danach im benachbarten Oberndorf verwendet. Im Ersten Weltkrieg musste sie abgeliefert werden.